# Назарейці

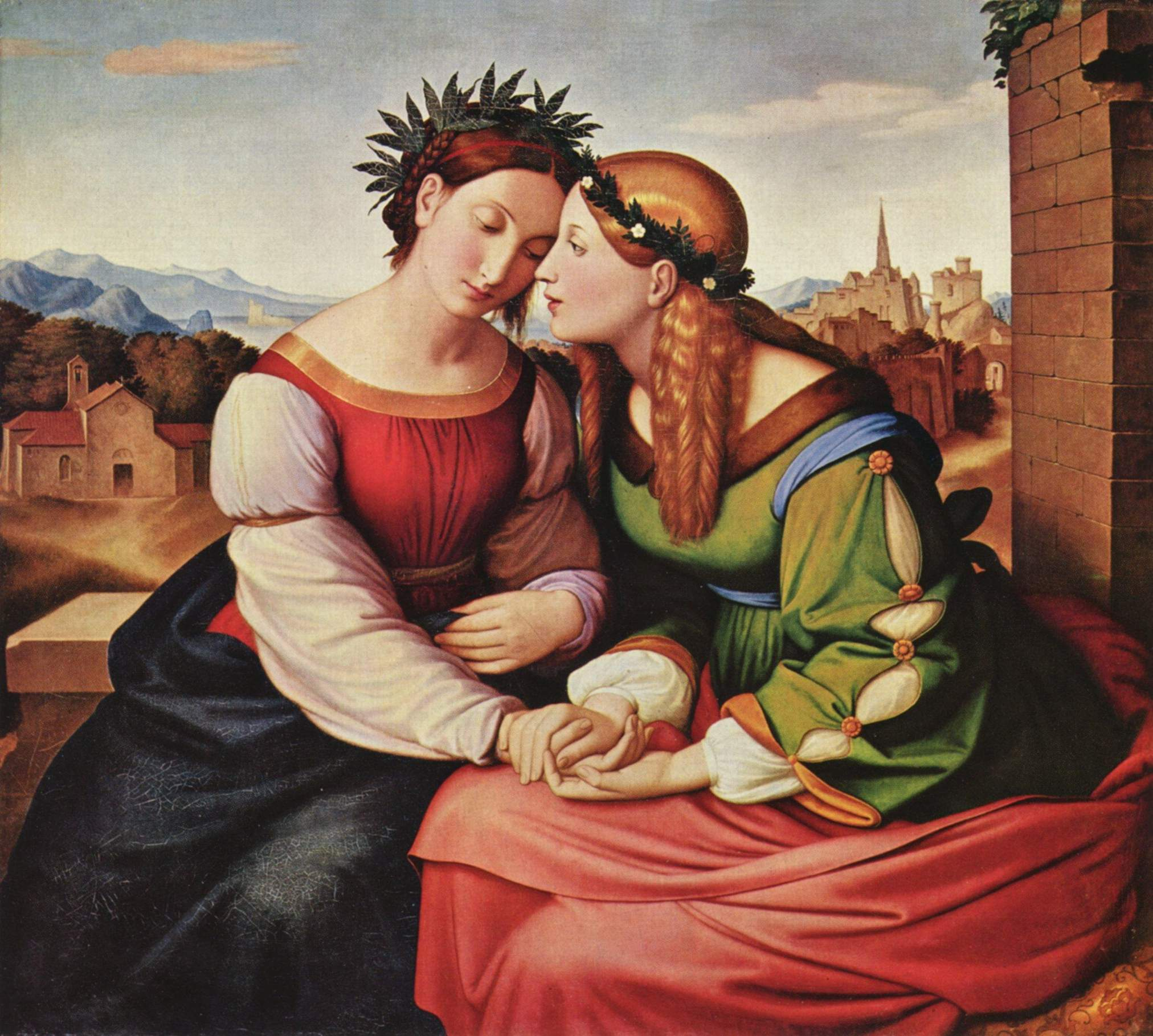
Фрідріх Овербек, «Італія і Німеччина», 1811—1828

Назарейці, або назареї (нім. Nazarener), офіційно «Союз святого Луки» (нім. Lukasbund), — угруповання німецьких та австрійських художників-романтиків XIX століття, які намагалися відродити манеру майстрів Середньовіччя та Раннього Ренесансу. Відомі полотнами на християнські, історичні або алегоричні сюжети, стилізовані під італійське мистецтво XV століття (раннє Відродження).

## Характеристика

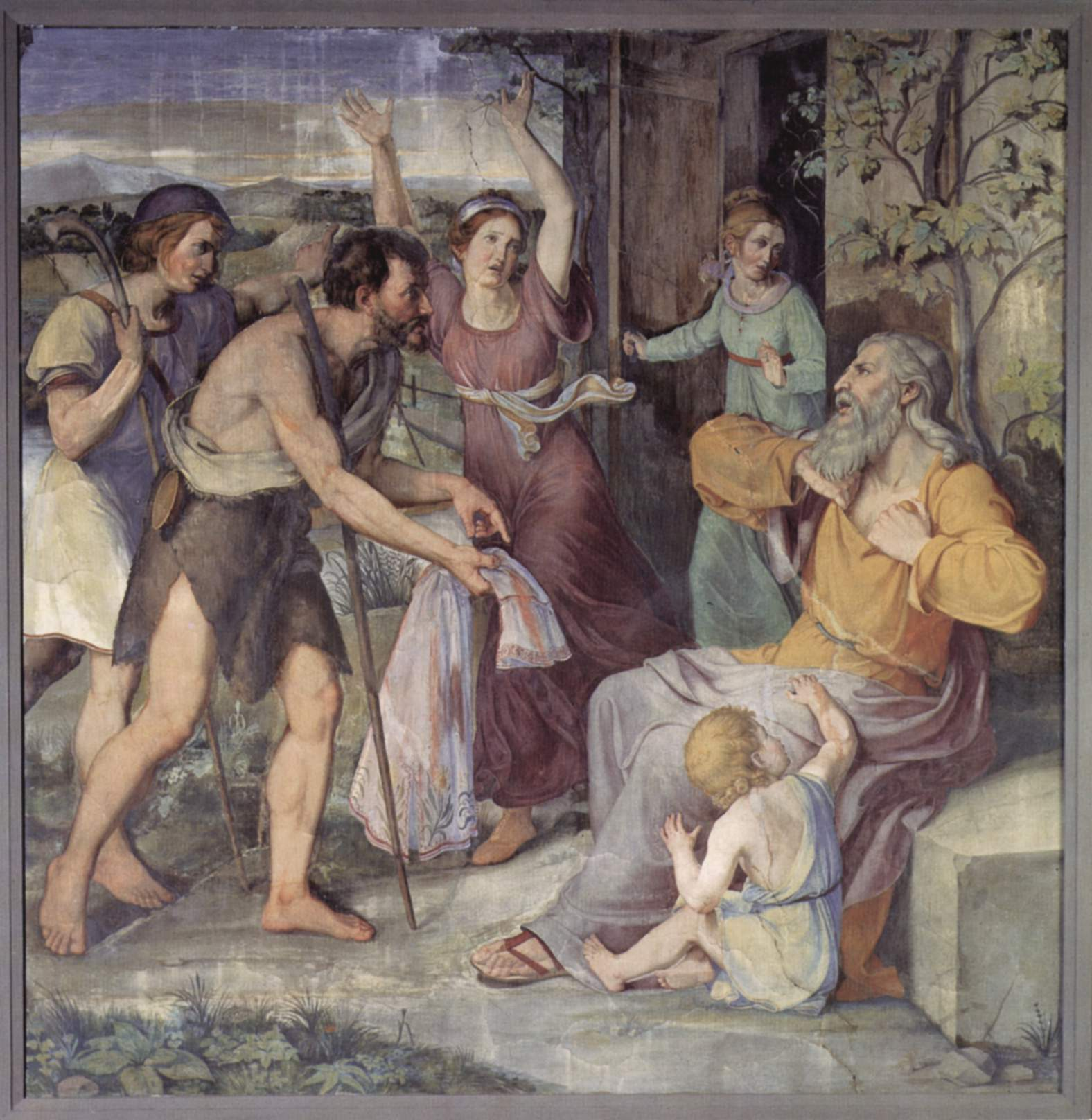
Фрідріх фон Шадов «Сини Якова приносять йому звістку про загибель Йосипа», фреска з вілли Бартольді, Берлін

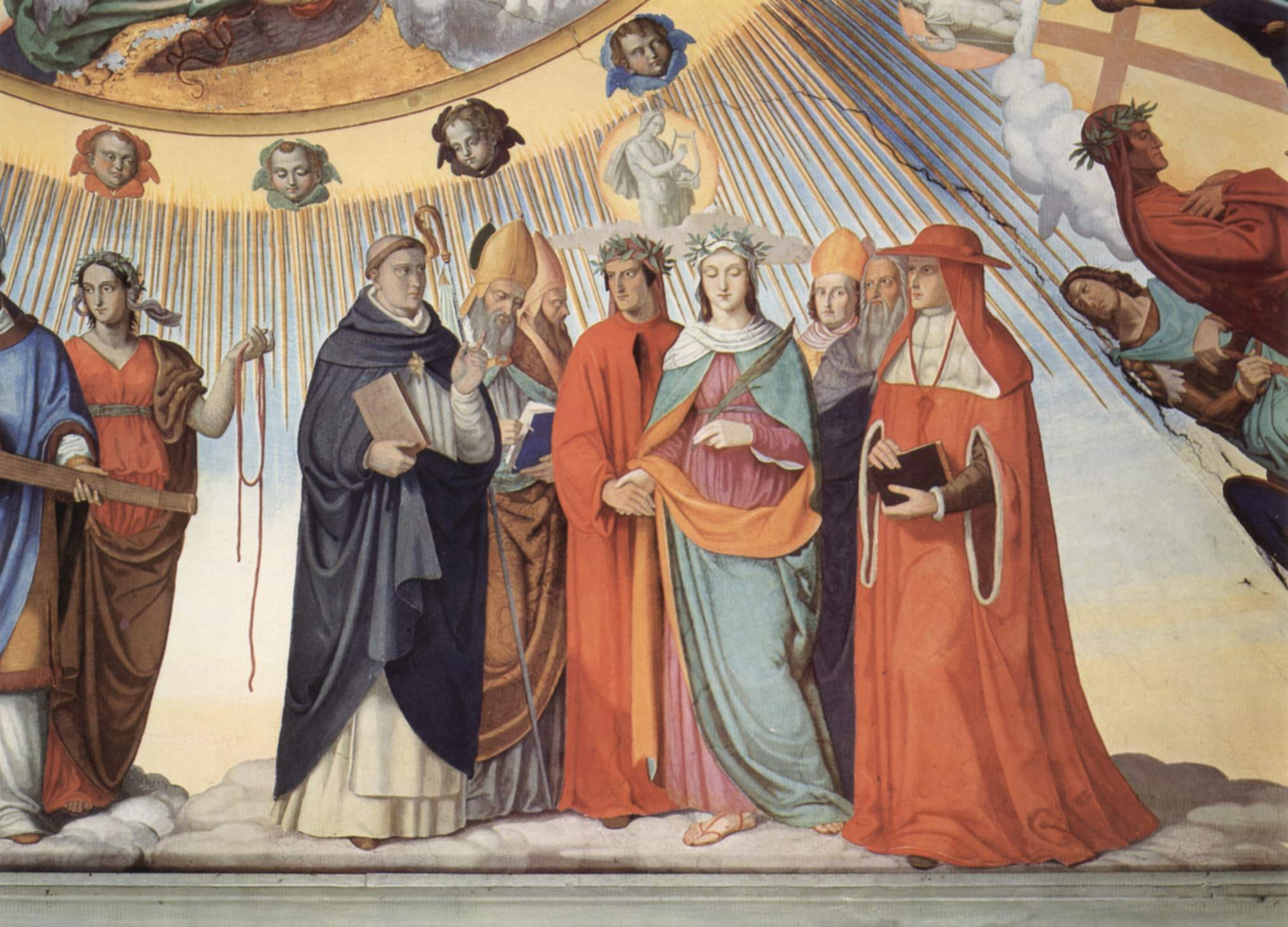
Філіп Фейт, «Емпіреї і 8 небес раю. Деталь: Сонячне небо з Данте і Беатріче між Фомою Аквінським, Альбертом Великим, Петром Ломбардським та ін.», фреска Казино Массімо, Рим, 1817

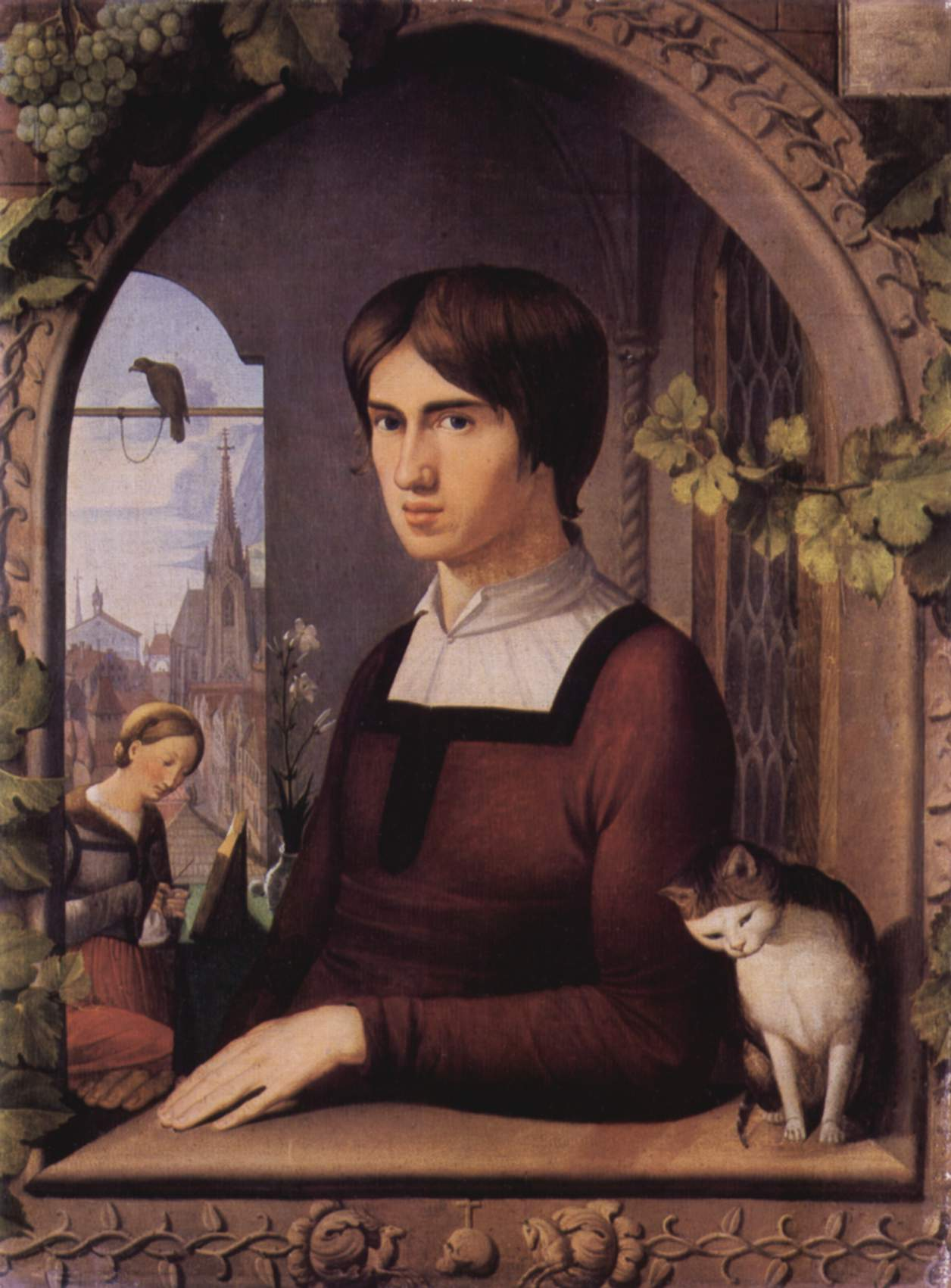
Фрідріх Овербек, «Портрет художника Франца Пфора»

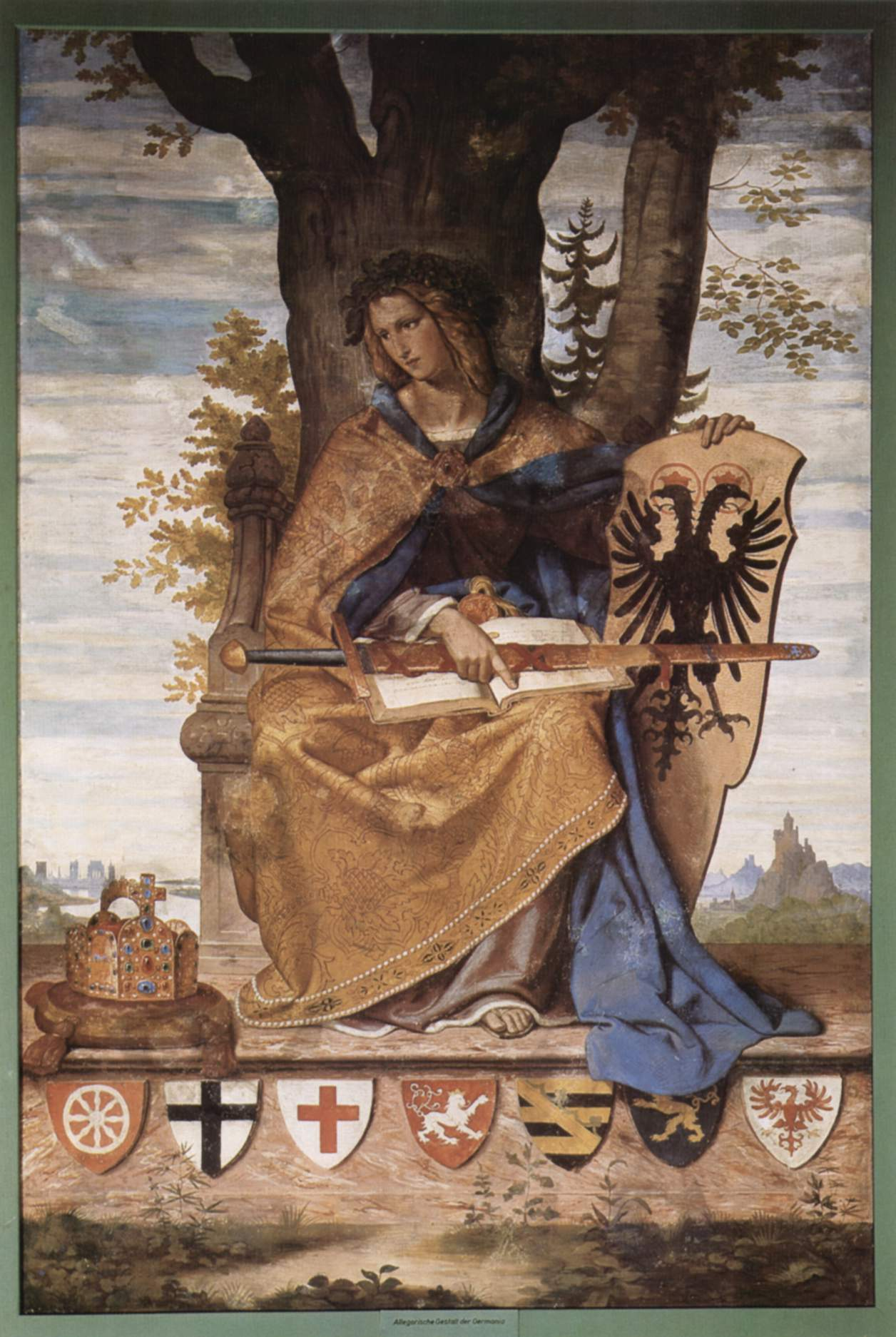
Філіп Фейт, «Алегорія Німеччини»

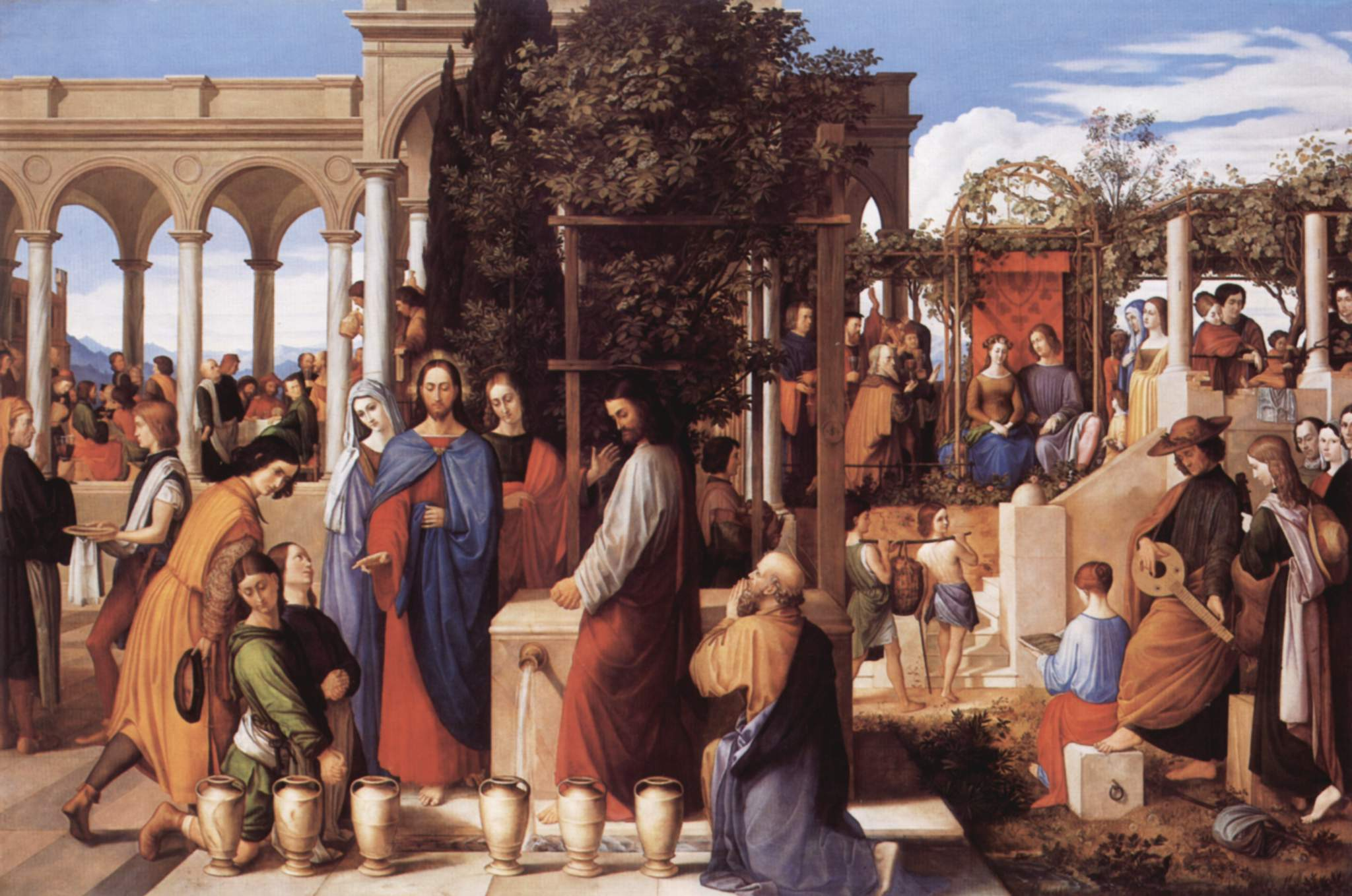
Юліус Шнор фон Каросфельд, «Шлюб в Кані Галілейській»

### Назва
Офіційною самоназвою групи було «Союз святого Луки», що є цілком традиційним — Святий Лука був покровителем гільдій художників з часів Середніх віків, і подібні гільдійські союзи часто носили це ім'я. Але в історію увійшов термін «назарейці», первісно утворений від топоніма — легендарного місця народження Ісуса, міста Назарету, або ж від назви давньоєврейських назореїв, відомих своєю праведністю. Це прізвисько дали членам Союзу під час їх життя в порожньому монастирі в Римі. Саме напівіронічне найменування, за деякими вказівками, походить від «alla nazarena» — традиційної назви зачіски з довгим волоссям, відомої за автопортретам Дюрера і знову введеної в моду Овербеком, дане воно було німецьким художником Іоганном Християном Рейнхартом (варіант — художником Кохом).

### Історія
Після поразки при Єні та Ауерштедті (1806) остання і найбільша з німецьких держав, Пруссія, була розгромлена Наполеоном, і під його владою опинилася вся Німеччина. Завоювання країни зробило помітний вплив на умонастрої освічених німців, породжуючи ескапізм і увагу до минулого.
З 1810 року група німецьких художників, пов'язаних з цим почуттям, зайняла скасований наполеонівською владою і тому пустий монастир у Римі — обитель ірландських францисканців Сант-Ісідоро на пагорбі Пінціо (засн. у XVI ст.). Назарейці ініціювали спосіб життя середньовічних релігійних громад. Учасники групи були учнями Віденської академії мистецтв — фактично, вони організували перший в художній системі XIX століття виступ проти академічного живопису. Рух Назарейців являв собою реакцію на класицизм Вінкельмана і академізм Фюгера.
Відправною точкою руху можна вважати зустріч Фрідріха Овербека і Франца Пфорра, які були учнями професора Фюгера. Репродукції італійського живопису, побачені ними в «Історії італійського живопису» братів Ріпенхаузен (вид. 1805) стали для них важливим візуальним враженням. Зроблене ними вивчення італійських примітивістів змінило манеру письма, техніку малюнка і тематику. Незабаром вони познайомилися з Еберхард Вахтером, уродженцем Швабії, який був учнем Реньо в Парижі, і в Римі підтримав молодих художників. Влітку 1808 року до двох друзів приєдналися ще чотири студента — швейцарці Людвіг Фогель і Йоган Конрад Готтінгер, австрієць Йозеф Зюттер і шваб Йозеф Вінтергерст — разом вони працювали над картинами, виконаними в «новій манері».
10 липня 1809, в річницю першої зустрічі, вони заприсяглися зберігати вірність істині, відроджувати занепале мистецтво і боротися проти академічної манери письма. Свій союз вони назвали на честь апостола Луки, який вважався покровителем митців і живопису в Середні століття. Овербек намалював емблему, яку починаючи відтоді вони ставили на оборот своїх полотен: Лука під аркою, арки з буквами HWP-OVS (перші літери прізвищ шести художників, членів Союзу), у двох верхніх кутах шпага і факел істини, посередині, вгорі, велика буква «W», що позначає «Wahrheit» («правда»), внизу дата 10 липня 1809.
У 1810 році Овербека виключили з Віденської академії «за нездатність». 20 червня 1810 разом з Пфорром, Зуттером, Готтінгером і Фогелем він вирушив до Італії зайнятий наполеонівськими військами Рим. Митці влаштувалися в будівлі монастиря Сан-Ісідоро. Допомогу та сприяння їм надав директор Французької Академії в Римі, потім до них приєдналися й інші німецькі живописці.
Провідними фігурами руху стали Фрідріх Овербек і Пітер Корнеліус. 1812 року помер від туберкульозу один з учасників братства Франц Пфорр, після його смерті друзі вирішили не повертатися в монастир. 1813 року Німеччину визволили від Наполеона — це вплинуло на духовні устремління громади. Художники висловили бажання просвітити свій народ, що виразилося у зверненні до фрескових циклів. Умовою відродження німецького мистецтва їм здавалося відновлення традиції фрескового живопису. Діяльність назарейців стала важливим прикладом для митців молодшого покоління, і в 1813 році до Рима прибувають молодші послідовники руху: Вільгельм Шадов і його брат Рудольф, потім брати Йоганнес і Філіп Фейт. Останній приїхав до Рима лише в 1815 році і, приєднавшись до Союзу, вніс елемент патріотизму в середу перше байдужих до політики художників. У ці роки група мала сильний вплив давидовського класицизму.
Після розпису будинку консула Бартольді (1816—1817) їхні фрескові розписи мали успіх, дедалі частіше надходили замовлення, які виконували спільно, орієнтуючись на живописну традицію Рафаеля. Завдяки цим замовленням їх напівзлиденне існування закінчилося. Робота в будинку Бартольді завершилася бенкетом, після якого угрупування почало розпадатися. Почесним гостем свята був баварський кронпринц — майбутній король Людвіг I.
У 1800-1830 Рим відвідало понад півтисячі німецьких художників, і велика частина мала контакти з назарейцями. 1819 року назарейці та деякі інші митці Риму організували виставку своїх робіт на честь візиту в це місто австрійського імператора, який на неї не прийшов, відправивши спадкоємця Людовіка.
У 1820—1830-х роках більшість назорейців повернулася на батьківщину, де зайняли академічні і придворні посади: король Людвіг I Баварський запрошував у Мюнхен найкращих майстрів Європи. Назарейці прибули до Баварії у 1820—1830-х, щоб розписати громадські будівлі на сюжети з німецької історії. Помітних успіхів домігся Пітер Корнеліус, який став директором Академії в Дюссельдорфі, потім у Мюнхені та Берліні. Овербек до самої смерті жив в Італії.
Творчість назарейців значно вплинула на історичний живопис XIX століття, в особливості, на німецький академізм наступного періоду. Крім того, діяльність Назарейців передбачила багато ідей і поглядів неоромантичних течій 2-ї пол. XIX століття. Серед них — рух прерафаелітів (Англія), неоготика, Рух мистецтв і ремесел і т. д. Також з розвитком назарейської школи пов'язують живопис інших напрямів: Іль Пурізмо (Італія), ліонська школа (Франція).

### Ідеологія
Назарейці виступали проти інтернаціонального пізнього класицизму і, випереджаючи прерафаелітів, намагалися відродити релігійне монументальне мистецтво в дусі майстрів середньовіччя і Раннього Відродження. Ця ідеологічна позиція перебувала цілком у дусі часу, бувши відображенням релігійно-патріархальних ілюзій, властивих консервативній лінії німецького романтизму. Протиставлення себе класицизму позначилося, зокрема, у виборі тем — тепер це були не міфологічні «античні», а історичні або релігійні образи.
Назарейці вважали класицизм інтернаціональним по духу, і тому, на їхню думку, нездатним вирішити проблему відродження мистецтва. Середньовіччя ж бачилося їм втіленням ідеалів духовності. Співдружності назарейців був властивий настрій відходу від сучасності в світ міфів і переказів, ідеалом для них став монах-художник, який звертається до творчості з постом і молитвою. Вони мали свою естетичну програму, створену під впливом поглядів німецьких естетиків, філософів, письменників XVIII століття.
Поселившись у келіях покинутого монастиря Сан-Ісідоро, вони утворили комуну зі спільним господарством, їли в трапезній під читання Біблії і «Любовних виливів» Вакенродера, в 1813 всі з них, хто був протестантом, прийняли католицтво. Наслідування середньовічним монастирях і художнім артілям впливало і на зовнішній вигляд та поведінку. Вони повністю поділяли думку Фрідріха Шлегеля про те, що сучасний художник «має походити характером на середньовічного майстра, бути простодушно сердечним, ґрунтовно точним і глибокодумним, при цьому невинним і дещо незграбним; подібно примітивістам, має  бути вірним серцем, чистим і непорочним, людиною що відчуває і мислить, і геть не прагнути до досягнення майстерності у виконанні своїх робіт». Їх вигляд запам'ятовувався — вони носили довге волосся на манер Дюрера (чому й отримали своє прізвисько), старонімецкі костюми з великими плащами, їх мова була экзальтована.
«За задумом учасників нової школи, з допомогою релігії художник зберігає душу чистою і створює щось високе у славу церкви». Своєю метою вони бачили боротьбу з аморальністю живопису нового часу. Відродження «істинно християнського мистецтва» і релігійність диктували їм відмову від вивчення анатомії на трупах і використання натурниць. Художники позували один одному. Вони працювали не на натурі, а в своїх келіях, вважаючи, що художник повинен зображувати свої почуття, а не природу. (Улюбленим виразом Овербека було: «Модель вбиває ідею»). Метою художників було «нове релігійно-патріотичне мистецтво», що передбачало дотримання національної традиції у руслі європейської культури та відродження релігійного мистецтва. Живопис був для них «божественним мистецтвом», «поезією у формі та кольорі». «Мистецтво це молитва, і тому потрібно повернутися до святої незграбності примітивів». Згідно поглядам Овербека, в мистецтві існували три напрямки: шлях, наближений до натури (Дюрер), до ідеалу (Рафаель) і фантазії (Мікеланджело).

### Живопис

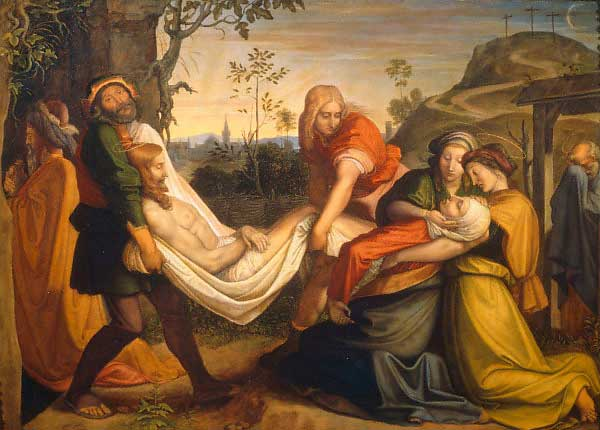
Петер фон Корнеліус. «Поховання Христове»

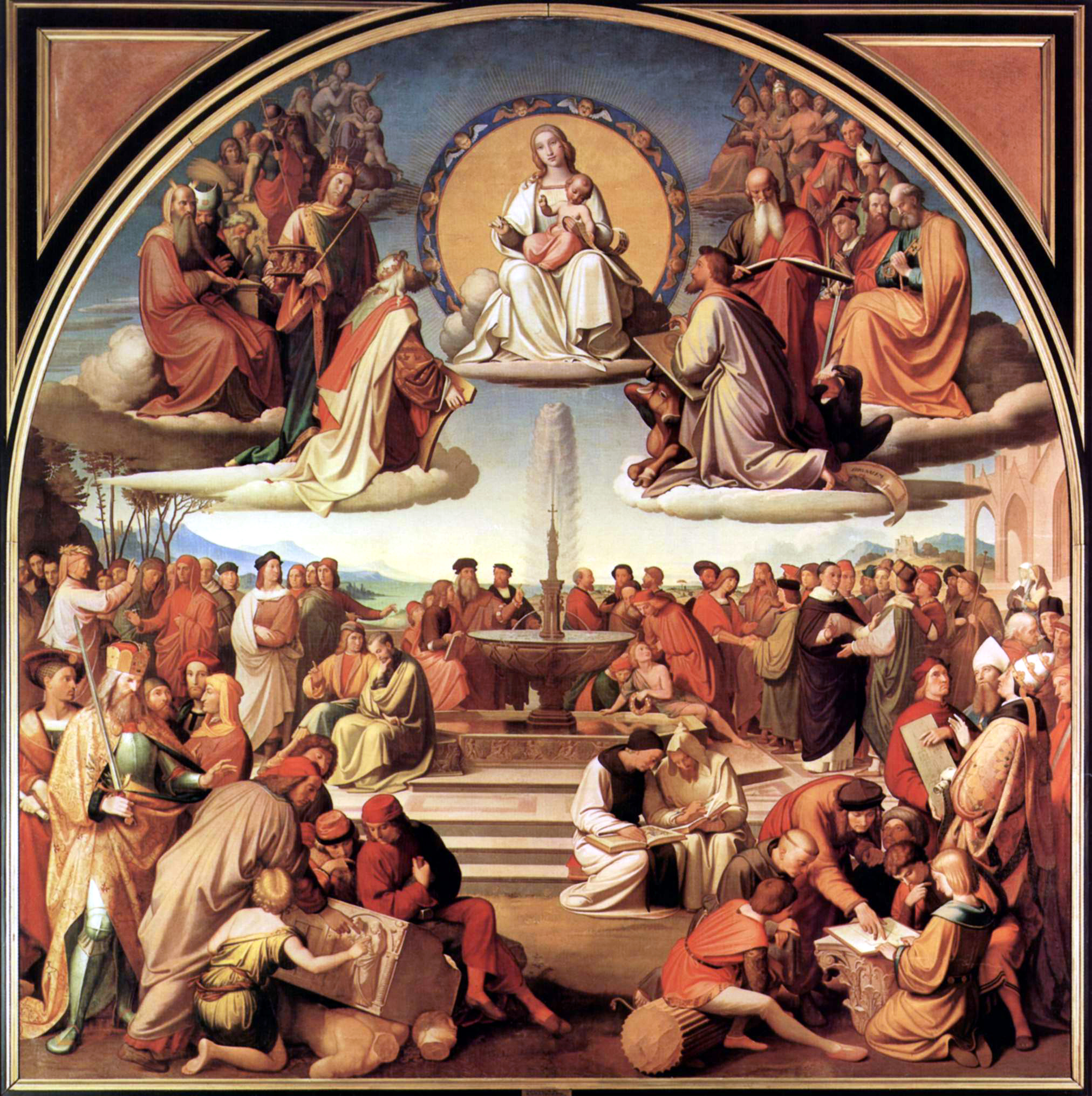
Фрідріх Овербек. «Тріумф релігії в мистецтвах», 1831—1840

Старими майстрами, на творчість яких орієнтувалися назарейці, були переважно Дюрер, Перуджіно та ранній Рафаель, Гольбейн, Кранах. Назарейці тяжіли до великих монументальних форм. Вони проголошували фресковий живопис у дусі старих майстрів вищою формою живопису і ставили своєю метою її воскресіння. Майстри не вміли писати фрески, бо на батьківщині техніка була забута, але вони реконструювали і освоїли цю навичку, воскресивши старі прийоми.
Два відомих своїх фрескових цикли на віллах у Римі створювалися колективом назарейців спільно.
Вплив фрескового жанру помітний у творчості назарейців: так, твори Овербека і Корнеліуса постійно зберігають характер контурного малюнка, якогось підфарбованого картону (фарба відіграє лише другорядну, допоміжну роль у картині). Наслідування надає спадщини назарейців характер еклектики, це помітно, наприклад, у копіюванні композицій і трактуванні образів («Торжество релігії» Овербека наслідує «Афінській школі»; «Вершники Апокаліпсису» Корнеліуса — Дюреру).
Характерними рисами стилю назарейців є: строга композиція, підкреслений контур і яскраві фарби (хоча значного відходу від мальовничої школи класицизму, тим не менше, немає, що дозволило в пізній період їм влитися в їх ряди). Вони стилізували живопис під примітив, дотримуючись принципів академізму: умовний колорит, статичність, переважання малюнка над лінією.
Петро Гнєдич пише про них: «Назарейці зробили крок вперед, звернувшись до вивчення фарб італійських майстрів, але вони були тільки послідовниками. Намагаючись уникнути всього матеріального, живописці не брали живих моделей з побоювання відхилитися від ідеального образу, створеного уявою. Богородиця для них втілювала ідеал жіночності, але реальна жінка лякала їх. Назарейці забирали у релігійних образів плоть і кров, залишаючи лише лінії. Їх твори були дуже піднесені і далекі від дійсності, а тому — неживі. Володіючи чудовими намірами, бажали всією душею просвітити людство, вони були позбавлені сили генія, який світиться в творах справжніх майстрів. Вони не зуміли достатньо опанувати форму, приурочили живопис до школи і звели її до ступеня навчального посібника».
«Романтизм назарейців, за вказівками дослідників, можна назвати „класицизмом навиворіт“; це відчував Каспар Давид Фрідріх, який порівняв його художників з лихварями, які живуть прибутком з чужої власності. Назарейці не пішли далі прекрасної і благородної мрії про духовно багате і суспільно значиме мистецтво». Гете також ставився до них з неприязню: «Вперше в історії мистецтва такі таланти, як Овербек і Корнеліус, воліють відступати назад і, повернувшись у черево матері, заснувати нову епоху мистецтва».
З часом вони все далі відходили від натури, втрачали зв'язки з сучасним життям і досить швидко впали в сухе і холодно-абстрактне стилізаторство. Більш значні досягнення назорейців у галузі портрету та пейзажу, де вони більшою мірою зверталися до безпосереднього спостереження натури».
Назарейці сходилися з класицистами, які протиставляли себе, в принципі наслідування старим майстрам і в точках зору на метод малюнка і живопису. У підсумку назарейці об'єдналися з епігонами класицизму, і з їх злиття склалося німецьке академічне мистецтво першої половини XIX століття, характерне реакційними тенденціями.

### Твори

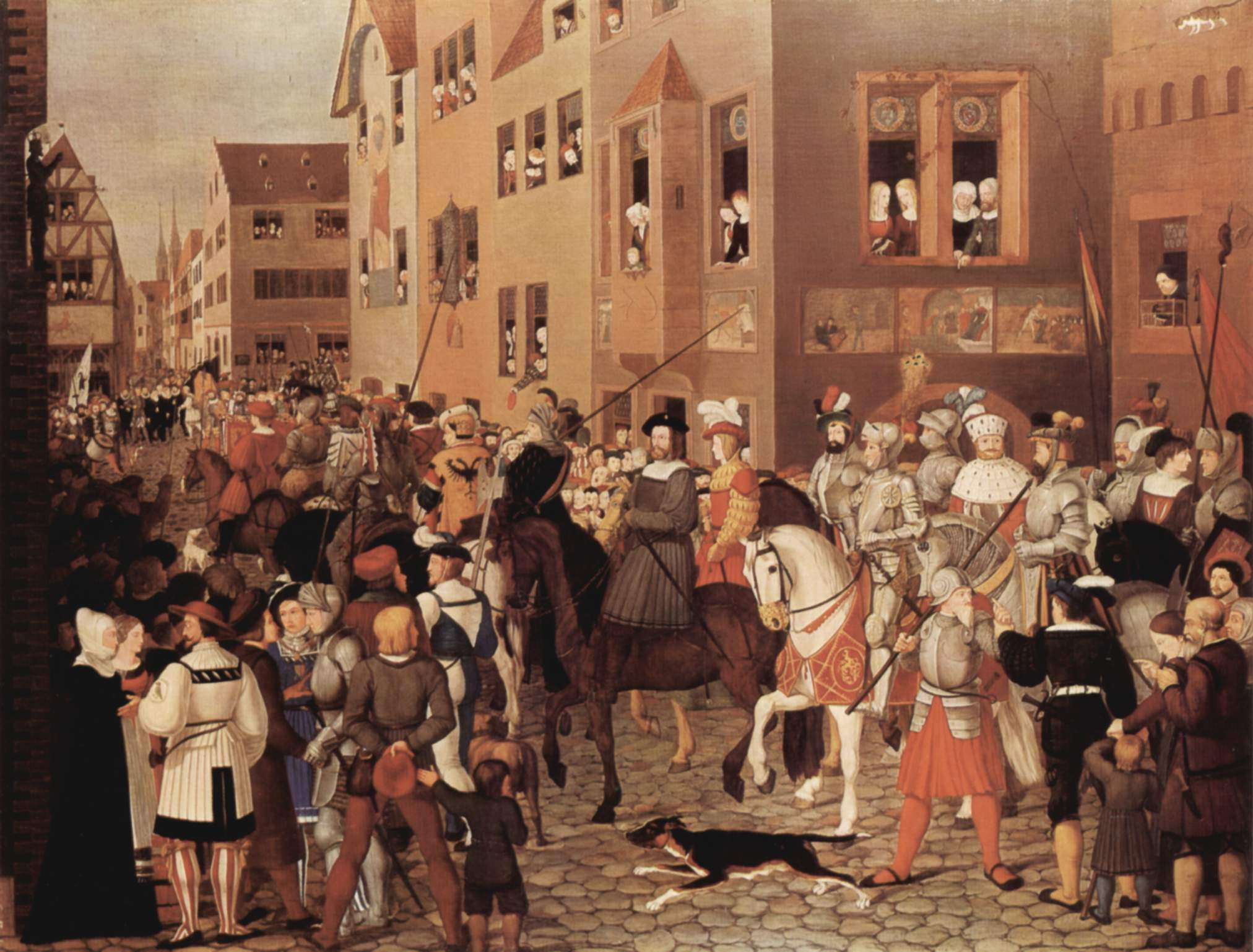
Франц Пфорр, «В'їзд імператора Рудольфа в Басилею», 1809—1819

- Ф. Пфорр, цикл картин з життя короля Рудольфа I, (1809—1810), Франкфурт-на-Майні
- Цикли фресок на тему життя Йосифа у римському будинку прусського консула Якоба Соломона Бартольді (1816—1817; з 1886—1887 рр. у Національній галереї, Берлін).
  - Корнеліус: композиції Йосип, що тлумачить сон фараона і «Брати пізнають Йосипа»
  - Овербек: «Продаж Йосипа братами» і «Сім років голоду»
  - Шадов: «Плач Якова про Йосипа» і «Йосип розгадує сни у в'язниці»
  - Філіп Фейт «Сім років родючості» і «Йосип і дружина Пентефрія»
  - Катель: пейзажі
- Цикли фресок на сюжети з «Звільненого Єрусалима» Торквато Тассо, Данте, Петрарки і Аріосто в Казино Массімо (1819—1830) у Римі
- «Італія і Німеччина», Ф. Овербек
- «Торжество релігії» Овербека (1830—1840-і рр., Франкфурт, ескіз в Ермітажі)
- «Вершники Апокаліпсису» (1841, Берлін, Національна галерея) Корнеліуса

### Учасники
- Бегас, Карл
- Бендеман, Едуард Юлій Фрідріх
- Вахтер, Еберхард
- Винтергерст, Йозеф
- Готтингер, Йоган Конрад
- Зайтц, Олександр Максиміліан
- Зюттер, Йозеф
- Каульбах, Вільгельм фон
- Коломбо, Джованні
- Корнеліус, Петер Йозеф фон
- Кох, Йозеф Антон
- Луїджі Муссіні
- Мюллер, Карл
- Мюллер, Андреас
- Овербек, Йоганн Фрідріх — працював у м'якій італійській манері і вважався серед своїх новим втіленням Рафаеля
- Олів'є, Фердинанд
- Оппенгейм, Моріц Даніель
- Пілотті
- Пфорр, Франц — захоплювався старим німецьким живописом, називав себе «Альбрехтом з Майна», на манер Дюрера — «Альбрехта з Нюрнберга».
- Фейт, Йонас
- Фейт, Філіп
- Фогель, Людвіг
- Хесс, Хайнріх Марія фон
- Шадов, Фрідріх Вільгельм фон
- Шеффер фон Леонардсхоф, Йоганн Євангеліст
- Шнорр фон Карольсфельд, Юліус
- Шраудольф, Йоганн